# 時光與你都很甜
《时光与你都很甜》（英語：Beautiful Time With You），是由芒果TV、晨星盛世联合出品，西岛执导。2020年中国青春校园剧，改编自同名小说。由呂小雨、孙泽源、王晴、敖瑞鵬、孙镇洋、林昕宜领衔主演，芒果TV于2020年2月14日首播。

## 播出时间
| 频道   | 所在地 | 播出日期      | 播出时间                                                                                  | 备注 |
| ------ | ------ | ------------- | ----------------------------------------------------------------------------------------- | ---- |
| 芒果TV | 中国   | 2020年2月14日 | 非會員：每周五、六 中午12：00更新2集 會員：每周五至周日 中午12：00更新2集 会员抢先多看6集 |      |

## 演員表

### 主要演员
| 演員   | 角色   | 簡介 |
| 呂小雨 | 林星辰 | 從出生便失明，後獲得了陸一白妹妹的眼角膜，從此眼睛看得見了。因全國作文大賽獲獎，從六中轉到宜凌中學高一三班。蠢萌可愛，沒心沒肺，但有一顆樂觀的心，經常給身邊的小伙伴帶來温暖，獲得全市高中生知識競賽第一名。喜歡陸一白，是陸一白的女朋友。 |
| 孫澤源 | 陸一白 | 高一三班，班長，學霸男神。陸一白患有癔症的心理疾病，只要有人從低處向他伸手，便會產生暈眩的症狀。曾拒絕楊若盈的表白。對林星辰很照顧，喜歡林星辰，是林星辰的男朋友。                                                                         |
| 王晴   | 洛欽歌 | 高一三班，跟陳易木是青梅竹馬，林星辰的閨蜜，被稱為欽歌歌。喜歡方琦學長，後表白被拒，後來她也對陳易木有好感，最後在一起。 |
| 敖瑞鵬 | 張昊天 | 原為高一十班，後在高二時升到理科三班，是個陽光男孩。抄作業分隊創始人，曾因為考試作弊一事被誤會，喜歡林星辰，跟陸一白一起追林星辰，經常以不同藉口去追林星辰，曾留過級。                                                                     |
| 林昕宜 | 楊若盈 | 高一三班，學霸女神。曾被陸一白轉讓留學機會，之前出國留學後回國。喜歡陸一白，並向陸一白告白，後被拒絕。 |
| 孫镇洋 | 陳易木 | 高一三班，成績全班墊底，常被主任責罰。愛好是打籃球，跟洛欽歌是青梅竹馬，喜歡洛欽歌，後來畢業當眾告白洛欽歌，最後在一起。 |

### 其他演员
| 演員   | 角色   | 簡介                                           |
| 曹婉瑾 | 張彤   | 高一三班，曾偷換了林星辰的數學卷，喜歡張昊天。 |
| 鄒吉昕 | 蔡偉銘 | 高一三班，林星辰和洛欽歌的朋友，被稱為豆芽菜。 |
| 宗元園 | 林雪   | 高一三班，副班長，喜歡陳易木。                 |
| 黃若元 | 吳嘉怡 | 高一三班，喜歡陸一白。                         |

### 特别出演
| 演員   | 角色   | 簡介               |
| 劉欣然 | 楊麗華 | 高一三班的班主任   |
| 张皓森 | 朱一道 | 宜凌中學的訓導主任 |
| 何育俊 | 阮力   | 高一三班的體育老師 |

## 网络剧原声带
| 曲序 | 曲目                     |        | 作曲   | 演唱           |
| ---- | ------------------------ | ------ | ------ | -------------- |
| 1.   | 青春不打烊（片头曲）     | 李亚洲 | 苍茫   | 郭靜           |
| 2.   | 时光与你都很甜（主题曲） | 李亚洲 | Yomico | 呂小雨、孙泽源 |
| 3.   | 身边（片尾曲）           | 李亚洲 | 潇彬   | 孙泽源         |

## 外部連結
- 時光與你都很甜的新浪微博